# Kościół św. Andrzeja Apostoła w Kamienniku
Kościół Świętego Andrzeja Apostoła – rzymskokatolicki kościół parafialny należący do parafii pod tym samym wezwaniem (dekanat Otmuchów diecezji opolskiej).

## Historia i wyposażenie
Jest to świątynia wzniesiona w 1794 roku. Koszty budowy nowej świątyni wyniosły 3661 talarów i 22 grosze srebrne. Nowa budowla miała ceglaną posadzkę i płaski sufit. Jej wymiary to długość 56,5 stopy (18 metrów) i szerokość na 43 stopy (13 metrów). Prace przy budowie sieni, nowych schodów na chór i nowym pokryciu dachu zostały podjęte w 1842 roku.
Wieża kościelna starej świątyni, o dachu pokrytym gontem, została przebudowana w 1856 roku.
Od czasu zbudowania wieży, w 1856 roku, budowla była poddana kilku przeróbkom, które miały na celu jej upiększenie. Do dziś odróżnia się ona od innych okolicznych świątyń swoim pięknem.
Na wieży świątyni są zawieszone cztery dzwony. Dzwon pogrzebowy jest powieszony na samej górze, z kolei trzy mniejsze poniżej. Najstarszy dzwon ma średnicę 44 centymetry i jest umieszczony na nim napis: „Hilf got, maria berot als was wir begynne” („Boże dopomóż, Mario doradź we wszystkim co rozpoczniemy”). W 1878 roku został kupiony nowy dzwon, natomiast pozostałe zostały przeniesione. Prace te zostały wykonane przez ludwisarza Geittnera z Wrocławia.